# فرد موريسون
فرد موريسون (بالإنجليزية: Fred Morrison)‏ (و. 1963  م) هو موسيقي إسكتلندي، يستخدم آلات مزمار القربة، وأنابيب اتحادية ‏، وLow whistle ‏.

## التعليم
تعلم في St Aloysius' College, Glasgow ‏.

## روابط خارجية
- فرد موريسون على موقع ميوزك برينز (الإنجليزية)
- فرد موريسون على موقع ديسكوغز (الإنجليزية)